# Frick (Argóvia)
Frick é uma comuna da Suíça, situada no distrito de Laufenburg, no cantão de Argóvia. Tem 9,96 km² de área e sua população em 2018 foi estimada em 5.563 habitantes.